# Křížová cesta (Slavonice)
Křížová cesta ve Slavonicích na Jindřichohradecku se nachází na severozápadním okraji města. Je chráněna jako nemovitá Kulturní památka České republiky.

## Historie
Křížová cesta z 18. století je tvořena zděnými výklenkovými kaplemi. Lemuje cestu k poutnímu kostelu Božího Těla (známému též jako kostel Svatého Ducha). V letech 2013 a 2014 byly všechny kapličky křížové cesty, které jsou ve vlastnictví obce, opraveny. Neopravena zůstala pouze kaplička č. 1, která je v soukromém vlastnictví.

## Galerie

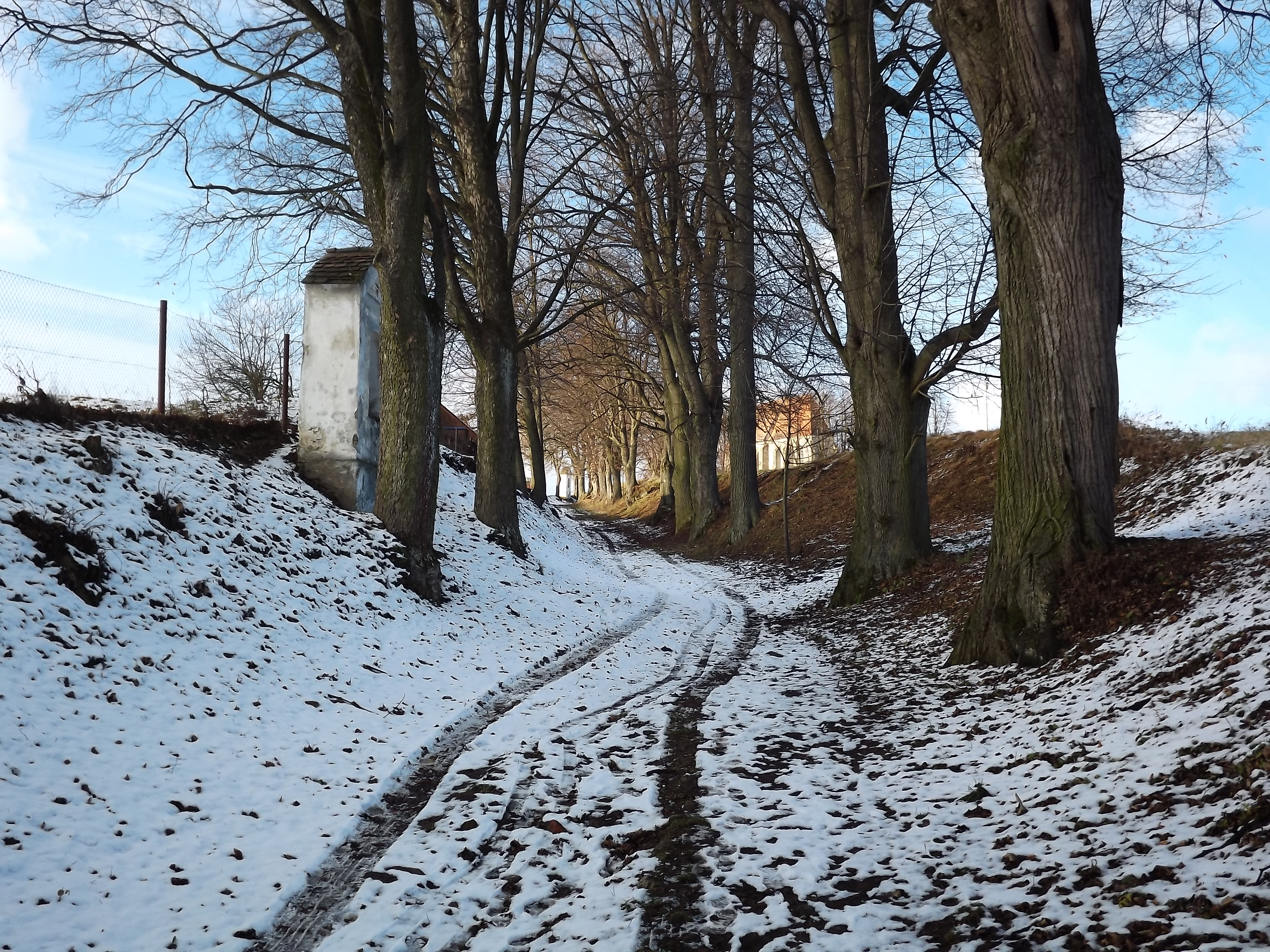
Křížová cesta ke kostelu Božího Těla
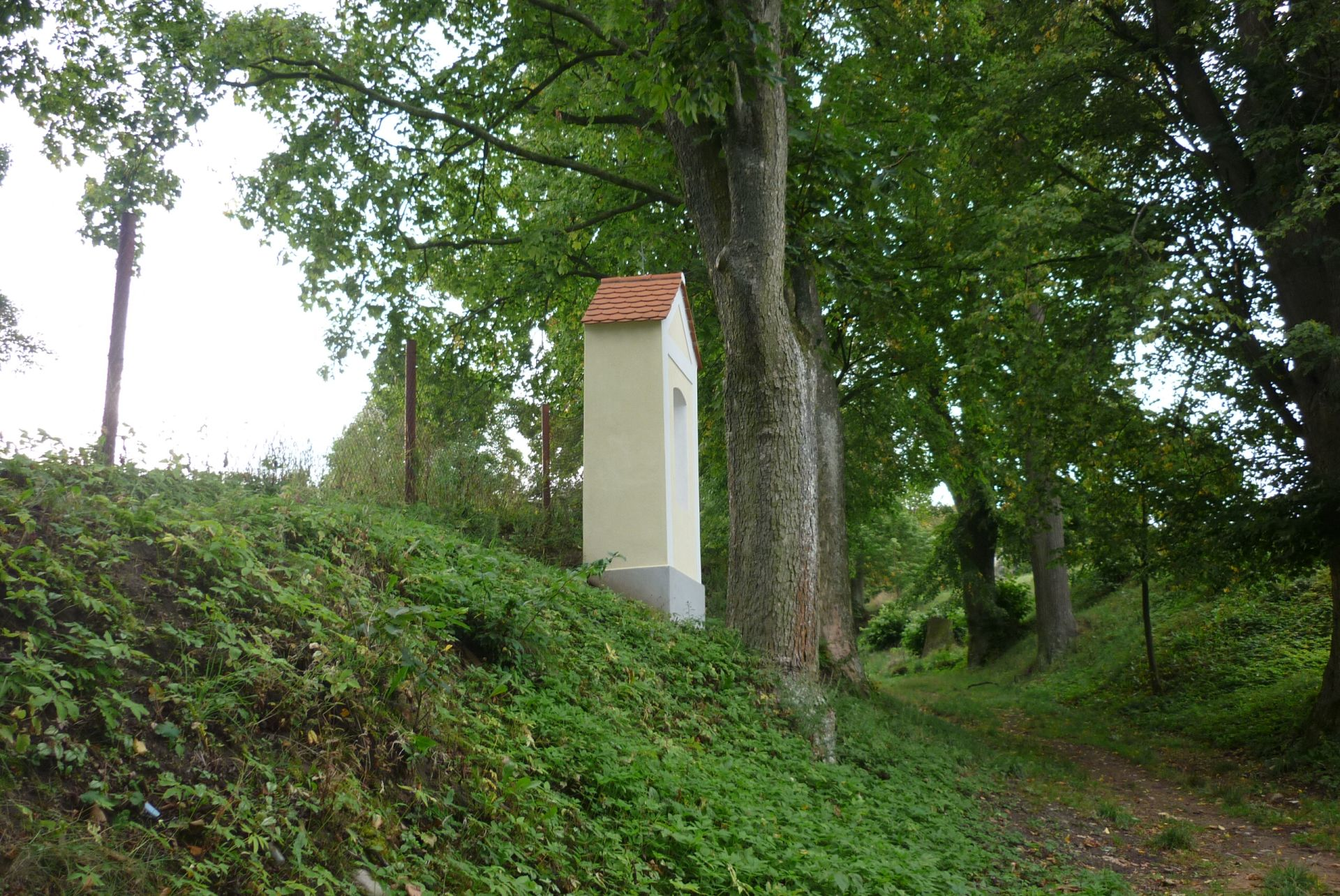
Křížová cesta ke kostelu Božího Těla